# موبد موبدان

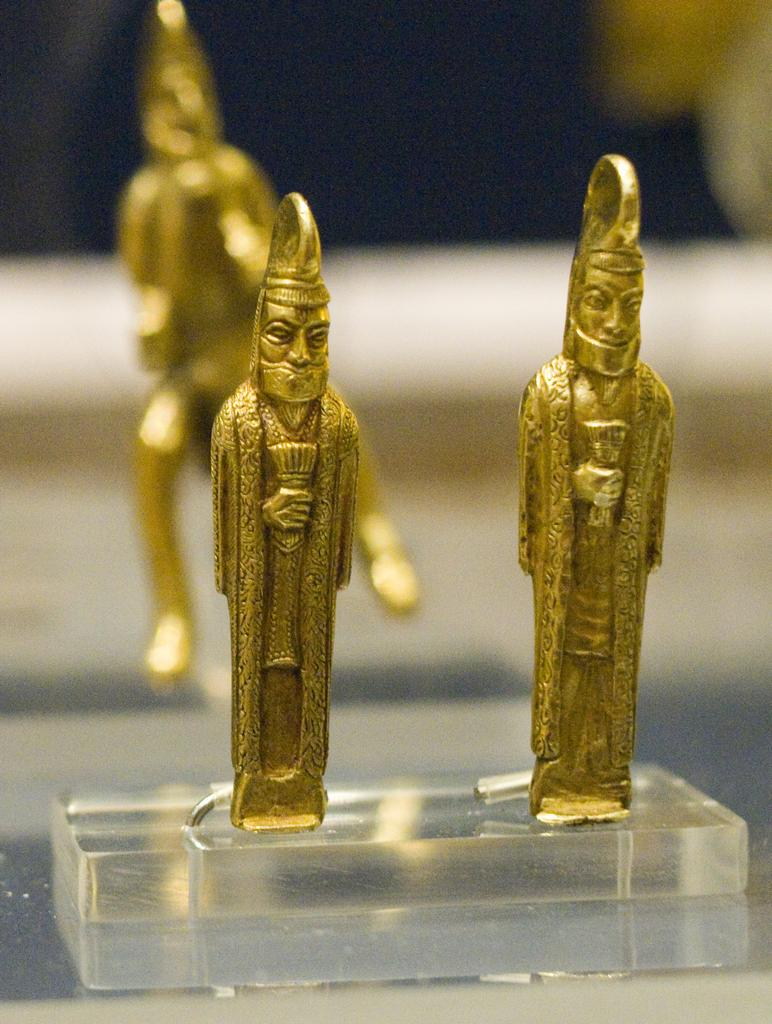
تندیس زرین موبدان بلندپایهٔ مزدیسنا از گنجینه آمودریا

موبدِ موبدان یا موبدانْ موبد نام بزرگترین پیشوای روحانی آئین زرتشتی، در دورهٔ ساسانی به‌شمار می‌رفت.
واژهٔ موبد در اوستا به صورت موغو یا مگه و در فارسی باستان موگو و در پهلوی «موگ پت» گفته می‌شد.

## تاریخچه موبدان
کریستن سن، ایرانشناس دانمارکی، دربارهٔ مغان که در دورهٔ ساسانی موبدان خوانده می‌شده‌اند و نفوذ آنان مطالبی آورده که قسمتی از آن چنین است: 

 مغان در اصل قبیله‌ای از قبایل ماد یا طبقه‌ای از قوم مذکور بودند که ریاست روحانی دین آیین مزدایی غیر زرتشتی به آنان تعلق داشت. آنگاه که شریعت زرتشت بر نواحی غرب و جنوب ایران یعنی ماد و پارس مستولی شد و دین باستانی را اصلاح کرد، مغان، رئیس دیانت جدید شدند. در عهد اشکانیان و ساسانیان، معمولاً این طایفه را مغان می‌خوانده‌اند و افراد این طایفه خود را از یک ریشه می‌دانستند. در زمان ساسانیان روحانیان و نجبای ملوک الطوایف قرین و همدوش یکدیگر بودند و معمولاً در ادوار ضعف و انحطاط دولت برای مخالفت پادشاه همدست می‌شدند. همیشه رؤسای روحانیون از میان طبقهٔ مغان انتخاب می‌شده‌اند، این طبقه هم به مرور زمان خیلی زیادتر شده بود و به استناد تاریخ افسانه‌آمیزی که داشتند برای خود شجره نسب پر افتخاری ترتیب می‌دادند که از حیث قدمت و شرافت با خاندان‌های بزرگ پهلو می‌زدند. موبدان مدعی بودند که نسب آنان به شاهنشاه ایران منوچهر می‌رسد.
روحانیون زرتشتی سلسله مراتبی داشتند که بسیار منظم بود و ما اطلاع مفصلی از آن داریم. طایفه مجوس طبقهٔ روحانیون فرودست را تشکیل می‌داده‌اند، ظاهراً رئیس معابد بزرگ را به لقب «مغان مغ» می‌خوانده‌اند، از این طبقه بالاتر مغان (مگوپت) بوده‌اند. سرزمین ایران از حیث دین به مناطق مختلفی تقسیم می‌شد، هر ناحیه را موبدی خاص بود. رئیس همهٔ موبدان، «موبد موبدان» بود.

## موبدان موبد
اولین بار که نام چنین صاحب مقامی را می‌شنویم آنجایی است که اردشیر یکم شخصی را که ظاهراً ماهداد، نام داشته، به مقام موبدان موبدی نصب کرده‌است. شاید این مقام پیش از اردشیر هم بوده‌است، لیکن اهمیت آن از وقتی بالا گرفت که دین مزدیسنی در کشور ایران صورت رسمی یافت، پس از این شخص، نام چند تن از موبد موبدان بزرگ را در دست داریم که یکی بهک، و دیگر آذرباد مهراسپندان که در عهد شاپور دوم می‌زیسته، بعد از او مهروراز و مهراگویذ و مهر شاپور که در عهد بهرام پنجم بوده و دیگر آزاد شاه که در زمان خسرو انوشیروان این مقام را داشته‌است.
ریاست همه امور روحانی، با موبد موبدان بود که در جمیع مسائل به اجرای دین و اصول و فروع عملی آن فتوی می‌داد و ریاست روحانی را در دست داشت.
موبد موبدان غیر از آنچه دربارهٔ مسائل دینی و هدایت معنوی تعلیمات لازم را معمول می‌داشتند، عزل و نصب پادشاه را نیز در دست داشته و چنانچه پادشاهی طبق تعالیم روحانی اعظم، رفتار نمی‌کرد، نالایق به‌شمار می‌رفت و بوسیلهٔ موبدان عزل می‌شد. انتخاب پادشاه، مخصوص عالی‌ترین نمایندگان طبقات روحانی و سپاهیان و دبیران بود و در صورت اختلاف میان آنان منحصر به موبد موبدان می‌شد. در نامه تنسر در این باره مطالبی آمده‌است.